# Девицкое сельское поселение (Семилукский район)
Девицкое сельское поселение — муниципальное образование в Семилукском районе Воронежской области.
Административный центр — село Девица.

## Состав сельского поселения
| № | Населённый пункт | Тип населённого пункта       | Население |
| - | ---------------- | ---------------------------- | --------- |
| 1 | Девица           | село, административный центр | ↘5219     |
| 2 | Орлов Лог        | посёлок                      | 4562      |
| 3 | Старое           | село                         | 87        |